# Vs. (Mission of Burma)
Vs. è l'album di debutto del gruppo Post-punk americano Mission of Burma. È stato pubblicato nel 1982 dalla Ace of Hearts.

## Tracce
1. Secrets
2. Train
3. Trem Two
4. New Nails
5. Dead Pool
6. Learn How
7. Mica
8. Weatherbox
9. The Ballad of Johnny Burma
10. Einstein's Day
11. Fun World
12. That's How I Escaped My Certain Fate